# Stadionul „Eroii Timișoarei”
„Eroii Timișoarei” este numele unui stadion de fotbal din municipiul Timișoara, aflat în stadiul de execuție. Lucrările au început în luna martie 2024, iar costurile sunt estimate la aproape 25 milioane de euro, bani ce provin exclusiv din bugetul local. Stadionul este construit pe fundație din beton, iar gradenele sunt așezate pe structură metalică. Suprafața ocupată este de peste 10.000 mp. Tribunele acoperite, au o capacitate de 10.101 locuri pe scaune. Stadionul va dispune de gazon natural și dotări ultramoderne. Pentru acoperiș vor fi folosite membrane din materiale compozite. Încadrat în categoria UEFA 4 (Elite), mai este numit și Stadionul Lego.
Acest stadion de tip P+2E, va beneficia de numeroase facilități: 
- Parter - vestiare, birouri, cabinet medical, punct de poliție, puncte de prim-ajutor, spații pentru testare antidoping, zonă de încălzire;
- Etajul 1 - lojele, oficii și altele spații;
- Etajul 2 - sistemul VAR, cabinetele pentru transmisii TV, cabine pentru presă, zonă de prelucrare foto.

Printr-un proiect separat, tot aici urmează să fie construită și o parcare multinivel cu peste 400 de locuri, dar și un parc. 
Acest stadion, fără pistă de atletism, va putea găzdui meciuri de primă ligă sau internaționale, fiind construit cu respectarea standardelor UEFA și IFAB, dar și antrenamente ale echipelor din centrele de copii și juniori. În afara meciurilor de fotbal, aici pot fi organizate concerte și evenimente importante.
Termenul de finalizare al Arenei "Eroii Timișoarei" este anul 2026.